# Julija Bakić
Julija Bakić (Monoštor, 24. travnja 1922. – Sombor, 18. listopada 2001.), hrvatska kulturna djelatnica iz Vojvodine. 
Rođena u Monoštoru. U Somboru je završila srednju građansku školu. Službenica HKUD Vladimir Nazor iz Sombora u kojem je volonterski radila 54 godine. HKUD Vladimir Nazor bio je cijelo to vrijeme jedina kulturna udruga somborskih Hrvata - Bunjevaca i Šokaca. Julija Bakić, popularna "teta Đula", radom je ostavila trag kroz svaku sekciju somborskog HKUD-a. 
Od 1949. godine bila je zadužena za biblioteku, zatim za poslove računovođe, posao oko izdavanja knjiga. Brigu o knjižnici vodila je duže od pet desetljeća, sve do smrti.